# Monhegan
Monhegan – należąca do Stanów Zjednoczonych wyspa na Oceanie Atlantyckim, w hrabstwie Lincoln, w stanie Maine. 
Położona jest ok. 20 km od wybrzeża USA. Według spisu ludności z 2000 roku zamieszkuje ją stałych 75 mieszkańców. Powierzchnia wyspy wynosi 2,2 km². Gęstość zaludnienia wynosi 33,7 osób/km². 
Monhegan jest jedną z 14 wyspiarskich społeczności w stanie Maine (na początku XX wieku 300 wysp z 4613 znajdujących się w stanie Maine było zamieszkanych (według National Geographic, listopad 2001).
Głównym zajęciem mieszkańców wyspy jest rybołówstwo (głównie popularnych w regionie homarów). W sezonie turystycznym (od końca maja do początku października) na wyspę przyjeżdża wielu turystów i artystów – malarzy, fotografów, poetów (podziwiających wspaniałe widoki wysokich klifów wyrastających wprost z oceanu) oraz obserwatorów migrujących ptaków. Wyspa przyciąga w sezonie letnim również pracowników sezonowych.
Mimo niewielkich rozmiarów na wyspie znajdują się kościół, muzeum i poczta. Znaczna część wyspy jest niezamieszkana. Przecina ją kilka publicznych szlaków turystycznych. Wyspa jest uznawana za w dużej części niezniszczoną przez cywilizację.